# Trest smrti ve Slovinsku
Trest smrti ve Slovinsku byl zrušen v roce 1989 v době, kdy bylo Slovinsko ještě součástí Socialistické federativní republiky Jugoslávie. Když Slovinsko dne 23. prosince 1991 přijalo svou demokratickou ústavu, trest smrti se stal protiústavním. Dne 1. července 1994 vstoupil v platnost protokol č. 6 Úmluvy o ochraně lidských práv a základních svobod. Později Slovinsko přijalo i Druhý opční protokol k Mezinárodnímu paktu o občanských a politických právech.
Posledním popraveným člověkem ve Slovinsku byl Franc Rihtarič, který byl zastřelen popravčí četou v Mariboru dne 30. října 1959.